# 조선 양
양(兩) 또는 냥은 1892년부터 1900년까지 쓰이던 한국의 화폐로, 1냥은 10전(錢), 100푼(分, 분)으로 나뉘며, 5냥은 1환(圜)이다. 1900년 대한제국 원으로 대체되었다.

## 화폐
1푼, 5푼, 1/4냥, 1냥, 5냥, 1환 동전이 통용되었다.